# والیس دی
والیس دی (انگلیسی: Wallis Day؛ زادهٔ ۲۰ سپتامبر ۱۹۹۴) بازیگر و مدل بریتانیایی است. او بیشتر به خاطر بازی در نقش کیت کین در مجموعه تلویزیونی بت وومن، نیسا-وکس در سریال کریپتون و مأمور شین در فیلم بی‌نهایت (۲۰۲۱) شناخته می‌شود. او همچنین قرار است در فیلم رو به اکران سونیای سرخ در نقش آنیسیا، خواهر ناتنی شخصیت اصلی حضور یابد.

## اوایل زندگی
والیس دی زادهٔ ۲۰ سپتامبر ۱۹۹۴ در لندن است. پدرش تحصیل کردهٔ دانشگاه آکسفورد است و مادرش در دانشگاه کمبریج تحصیل کرده است. دی اظهار داشته است که او از «یک خانواده بسیار معمولی با مشاغل بسیار عادی» آمده است، بطوریکه هیچ یک از اعضای خانواده‌اش ارتباطی با صنعت سرگرمی نداشتند. در پنج سالگی، پس از اینکه پدرش او را برای تماشای رقص باله برد، به بازیگری علاقه‌مند شد و در همان سن به گروه تئاتر هنرهای نمایشی استیج‌کوچ پیوست. دی سپس در مدرسه تئاتر سیلویا یانگ، و بعداً در مدارس آموزشی هنر (ArtsEd) به تحصیل پرداخت.